# 盾海笋属
盾海笋属（学名：Aspidopholas）是海螂目鷗蛤科之下的一個屬。

## 物種
根據WoRMS，本屬包括下列四個物種：
- 卵行马特海笋 Aspidopholas ovum (W. Wood, 1828)
- Aspidopholas scutata (Deshayes, 1824) †
- 管盾海筍 Aspidopholas tubigera (Valenciennes, 1846)
- 吉村马特海笋 Aspidopholas yoshimurai Kuroda & Teramachi, 1930